# Svetlana Anastasovska
Svetlana Anastasovska-Obućina (in serbo cirillico: Светлана Атанасовска-Обућина; Belgrado, 26 aprile 1961) è un'ex pallamanista serba, fino al 1992 jugoslava.

## Palmarès

### Olimpiadi
- 2 medaglie:
  - 1 oro (Los Angeles 1984)
  - 1 argento (Mosca 1980)

### Mondiali
- 1 medaglia:
  - 1 bronzo (Ungheria 1982)